# ロックン・ロール (ヴェルヴェット・アンダーグラウンドの曲)
「ロックン・ロール」（Rock and Roll）は、ヴェルヴェット・アンダーグラウンドが1970年に発表した楽曲。ヴェルヴェッツ時代からルー・リードが好んでライブで演奏する曲の一つ。

## 概要
1970年11月15日発売の4作目のアルバム『ローデッド』に収録。前年の1969年にライブで既に演奏されていた。
1997年2月にライノから発売された2枚組のCDには、フル・バージョンや別ミックス・バージョン、デモ・バージョンなどが収録された。
ザ・ランナウェイズがデビュー・アルバム（1976年）と『Live in Japan』（1977年）の中でカバーしている。リード・ボーカルはジョーン・ジェット。なおランナウェイズは日本でのみ「パンクは秘密の合言葉」のB面としてシングルカットした。
ジェーンズ・アディクションもデビュー・アルバム『ジェーンズ・アディクション』（1987年）の中でカバーした。

## ライブ・バージョン
| アルバム名                        | アーティスト名                     | 録音時期と場所                | 発売日         |
| --------------------------------- | ---------------------------------- | ----------------------------- | -------------- |
| 1969: The Velvet Underground Live | ヴェルヴェット・アンダーグラウンド | 1969年11月、サンフランシスコ  | 1974年9月      |
| American Poet                     | ルー・リード                       | 1972年12月26日、ニューヨーク  | 2001年6月26日  |
| Rock 'n' Roll Animal              | ルー・リード                       | 1973年12月21日、ニューヨーク  | 1974年2月      |
| Live in Italy                     | ルー・リード                       | 1983年9月、ヴェローナ、ローマ | 1984年1月      |
| Live MCMXCIII                     | ヴェルヴェット・アンダーグラウンド | 1993年6月15日 - 17日、パリ    | 1993年10月26日 |